# 3 (siffra)
Siffran 3 (tre (fil)) används för att beteckna talet 3 och är en siffra i varje positiv talbas som är 4 eller högre.

Teckenspråkets tecken för siffran 3.
Punktskriften för siffran 3.
Kilskrifttecken för 3 mellan andra siffror.
Signalflagga för siffran 3.
Mayakulturens tecken för siffran 3.
Babyloniska tecknet för siffran 3.
3 ögon på en tärning.